# 扩张选秀
扩张选秀（英語：expansion draft），又稱擴編選秀，指的是职业体育运动中，当某一体育联盟决定增加一支或多支新的扩张球队（之前在该联盟中无来自此城市的球队），或是新的職業運動聯盟成立时，在例行選秀會以外所增加舉辦之選秀會。这一术语多用于北美体育赛事中。形成新球队的方式之一是进行一场扩张选秀。尽管如何进行往往因联盟而异，大致的做法是：
目前联盟中的队伍被告知它们可以在规定日期前向联盟办公室上报名单，“保护”特定数量的已签约球员。接下来，扩张球队将可以从未被列入保护名单的球员中选择，模式跟选秀基本一致。一般从某一队选择的球员数存在上限，或者失去球员的球队可以收到一定的补偿，例如未来的一个新秀选秀权或收到轉隊費。
那些将会失去球员的球队将会把他们真正需要的球员放到保护名单上，这就意味着扩张球队往往只能在伤病残将、或者发展不尽人意、或者薪水过高球队希望甩掉包袱的球员中选择。因此扩张球队常无法在进入联盟早期有足够的竞争力，尽管自由球员体系的出现一定程度上让情况有所改善。
大多数扩张球队会尽力组成一支过渡性球队，直到球队能够发掘新星，不过有时候被老东家遗弃的球员能够在新环境下展现实力成为巨星。
当一支球队解散后，与之签约的球员将可以由其他队伍选走，这一过程被称作遣散选秀。

## 舉例
不少職業運動聯賽都曾有過擴張選秀的紀錄。
- 美式足球：8次
- 澳式足球：5次
- 棒球：6次
- 籃球：NBA進行過11次，其發展聯盟8次。而菲律賓也在2014年時進行過一次。
- 加拿大式足球：2次。
- 冰球：12次。
- 足球：11次。